# Galda de Jos
Galda de Jos là một xã thuộc hạt Alba, România. Dân số thời điểm năm 2002 là 4884 người.